# Sergio Vázquez
Sergio Vázquez (sinh ngày 23 tháng 11 năm 1965) là một cầu thủ bóng đá người Argentina.

## Đội tuyển bóng đá quốc gia Argentina
Sergio Vázquez thi đấu cho đội tuyển bóng đá quốc gia Argentina từ năm 1991 đến 1994.

## Thống kê sự nghiệp
| Đội tuyển bóng đá Argentina | Đội tuyển bóng đá Argentina | Đội tuyển bóng đá Argentina |
| Năm                         | Trận                        | Bàn                         |
| --------------------------- | --------------------------- | --------------------------- |
| 1991                        | 11                          | 0                           |
| 1992                        | 7                           | 0                           |
| 1993                        | 7                           | 0                           |
| 1994                        | 5                           | 0                           |
| Tổng cộng                   | 30                          | 0                           |

## Danh hiệu

### Câu lạc bộ
- Universidad Católica
  - Copa Interamericana: 1994
  - Copa Chile: 1995

### Đội tuyển quốc gia
- Argentina
  - Copa América: 1991 [1], 1993 [2]
  - FIFA Confederations Cup: 1992
  - Artemio Franchi Trophy: 1993